# Premiul Oscar pentru cele mai bune costume
Premiul Oscar pentru cele mai bune costume este unul dintre premiile Oscar, acordate de „Academy of Motion Picture Arts and Sciences”. A fost acordat prima dată în 1949, fiind făcută diferențiere între filmele alb-negru și cele color.

## Anii 1940
- 1949 Alb-negru  Roger K. Furse – Hamlet
- 1949 Color Dorothy Jeakins și Barbara Karinska – Joan of Arc

## Anii 1950
- 1950 Alb-negru Edith Head și Gile Steele – The Heiress
- 1950 Color Marjorie Best, Leah Rhodes și William Travilla – Aventurile lui Don Juan
- 1951 Alb-negru Edith Head, Charles LeMaire - All About Eve
- 1951 Color Edith Head, Dorothy Jeakins, Elois Jenssen, Gile Steele, Gwen Wakeling - Samson and Delilah
- 1952 Alb-negru Edith Head - A Place in the Sun
- 1952 Color Orry-Kelly, Walter Plunkett, Irene Sharaff - An American in Paris
- 1953 Alb-negru Helen Rose - The Bad and the Beautiful
- 1953 Color - Marcel Vertes - Moulin Rouge
- 1954 Alb-negru Edith Head - Vacanță la Roma
- 1954 Color Charles LeMaire, Emile Santiago - The Robe
- 1955 Alb-negru Edith Head - Sabrina
- 1955 Color Sanzo Wada - Gate of Hell
- 1956 Alb-negru Helen Rose - I'll Cry Tomorrow
- 1956 Color Charles LeMaire - Love Is a Many-Splendored Thing
- 1957 Alb-negru Jean Louis - The Solid Gold Cadillac
- 1957 Color Irene Sharaff - The King and I

Din 1958 a fost acordat un singur premiu.
- 1958 Orry-Kelly - Les Girls
- 1959 Cecil Beaton - Gigi

## Anii 1960
Din 1960 au fost acordate din nou premii diferite pentru filmele alb-negru și pentru cele color.
- 1960 Alb-negru Orry-Kelly - Unora le place jazz-ul
- 1960 Color Elizabeth Haffenden - Ben-Hur
- 1961 Alb-negru Edith Head și Edward Stevenson – The Facts of Life
- 1961 Color Arlington Valles – Spartacus
- 1962 Alb-negru Piero Gherardi – La dolce vita
- 1962 Color Irene Sharaff – West Side Story
- 1963 Alb-negru Norma Koch – What Ever Happened to Baby Jane?
- 1963 Color Mary Wills – The Wonderful World of the Brothers Grimm
- 1964 Alb-negru Piero Gherardi – 8½
- 1964 Color Renie Conley, Vittorio Nino Novarese și Irene Sharaff – Cleopatra
- 1965 Alb-negru Dorothy Jeakins – Noaptea iguanei
- 1965 Color Cecil Beaton - My Fair Lady
- 1966 Alb-negru Julie Harris – Darling
- 1966 Color Phyllis Dalton – Doctor Zhivago
- 1967 Alb-negru Irene Sharaff – Who's Afraid of Virginia Woolf?
- 1967 Color Elizabeth Haffenden – Un om pentru eternitate

Din 1968 s-a acordat un singur premiu.
- 1968 John Truscott – Camelot
- 1969 Danilo Donati – Romeo and Juliet

## Anii 1970
- 1970 Margaret Furse – Anne of the Thousand Days
- 1971 Vittorio Nino Novarese – Cromwell
- 1972 Yvonne Blake și Antonio Castillo – Nicholas and Alexandra
- 1973 Anthony Powell – Travels with My Aunt
- 1974 Edith Head – The Sting
- 1975 Theoni V. Aldredge – The Great Gatsby
- 1976 Milena Canonero și Ulla-Britt Soderlund – Barry Lyndon
- 1977 Danilo Donati – Fellini's Casanova
- 1978 John Mollo – Războiul stelelor
- 1979 Anthony Powell – Death on the Nile

## Anii 1980
- 1980 Albert Wolsky – All That Jazz
- 1981 Anthony Powell – Tess
- 1982 Milena Canonero – Carele de foc
- 1983 Bhanu Athaiya, Madeline Jones și John Mollo – Gandhi
- 1984 Marik Vos – Fanny and Alexander
- 1985 Theodor Pistek – Amadeus
- 1986 Emi Wada – Ran
- 1987 Jenny Beavan și John Bright – A Room with a View
- 1988 James Acheson – The Last Emperor
- 1989 James Acheson – Dangerous Liaisons

## Anii 1990
- 1990 Phyllis Dalton – Henry V
- 1991 Franca Squarciapino – Cyrano de Bergerac
- 1992 Albert Wolsky – Bugsy
- 1993 Eiko Ishioka – Bram Stoker's Dracula
- 1994 Gabriella Pescucci – The Age of Innocence
- 1995 Tim Chappel și Lizzy Gardiner – The Adventures of Priscilla, Queen of the Desert
- 1996 James Acheson – Restoration
- 1997 Ann Roth – The English Patient
- 1998 Deborah Lynn Scott – Titanic
- 1999 Sandy Powell – Shakespeare îndrăgostit

## Anii 2000
- 2000 Lindy Hemming – Topsy-Turvy
- 2001 Janty Yates – Gladiatorul
- 2002 Catherine Martin și Angus Strathie – Moulin Rouge!
- 2003 Colleen Atwood – Chicago
- 2004 Ngila Dickson și Richard Taylor – The Lord of the Rings: The Return of the King
- 2005 Sandy Powell – The Aviator
- 2006 Colleen Atwood – Memoirs of a Geisha
- 2007 Milena Canonero – Marie Antoinette (film)
- 2008 Alexandra Byrne – Elizabeth: The Golden Age
- 2009 Michael O'Connor – The Duchess

## Anii 2010
- 2010 Sandy Powell – The Young Victoria
- 2011 Colleen Atwood - Alice in Wonderland
- 2012 Mark Bridges - Artistul
- 2013 Jacqueline Durran - Anna Karenina
- 2014 Catherine Martin - Marele Gatsby
- 2015 Milena Canonero - The Grand Budapest Hotel
- 2016 Jenny Beavan - Mad Max: Fury Road
- 2017 Colleen Atwood - Fantastic Beasts and Where to Find Them
- 2018 Mark Bridges - Phantom Thread
- 2019 Jacqueline Durran - Little Women

## Anii 2020
- 2020/21 Ann Roth – Ma Rainey's Black Bottom
- 2021 Jenny Beavan – Cruella
- 2022 Ruth E. Carter – Black Panther: Wakanda Forever
- 2023 Holly Waddington – Sărmane creaturi
- 2024 Paul Tazewell – Vrăjitoarele